# Puijila
Puijila byl savec žijící v miocénu asi před 24 až 21 miliónem let, příbuzný recentním ploutvonožcům. Na rozdíl od nich ještě neměl končetiny přeměněny v ploutve a mohl běhat po souši, i když krátké silné nohy s plovacími blánami naznačují počínající adaptaci na vodní prostředí. Byl dlouhý okolo jednoho metru a vzhledem i způsobem života připomínal vydru.
Téměř kompletní kostru puijily objevila v roce 2007 výprava vedená Natalií Rybczynskou na ostrově Devon v kanadské Arktidě. Fylogenetické výzkumy odhalily, že živočich tvoří spojovací článek mezi medvědovitými šelmami a ploutvonožci, proto dostal jméno puijila, což v inuktitutštině znamená tulení mládě. Dosud je popsán jediný druh rodu Puijila, který dostal na památku Charlese Darwina název Puijila darwini. Kostra je vystavena v Kanadském přírodovědném muzeu v Ottawě.